# Sacred Steel (Band)
Sacred Steel ist eine deutsche True-Metal-Band aus Ludwigsburg.

## Geschichte
Vor ihrer Zeit bei Sacred Steel waren die Mitglieder in anderen Bands und Projekten beteiligt, erlangten als Musiker aber erst breitere Aufmerksamkeit ab 1996 nach der Gründung ihrer neuen Band. Nach Supports für Bands wie Blitzkrieg unterzeichneten sie im April 1997 als erste deutsche Band bei Metal Blade Records einen Plattenvertrag. Das Debütalbum Reborn in Steel erschien im Oktober desselben Jahres.
1998 spielte Sacred Steel einen Gig auf dem Wacken Open Air, nahm das zweite Album mit Bill Metoyer als Produzenten auf und war in der Vorauswahl einer Grammy-Nominierung für die 'Best Heavy Metal Performance'. Im November desselben Jahres erschien Wargods of Metal und konnte das Debüt in den Verkaufszahlen übertreffen. 1999 ging die Band auf Europatour, veröffentlichte diverse Tracks auf Compilations und absolvierte eine weitere Wacken-Show. 2000 nahm die Band ihr drittes Album Bloodlust auf, das Ende des Jahres erschien. Produzent war Achim Köhler, der auch die nächsten Alben produzieren sollte.
2001 gingen Sacred Steel wieder ausgedehnter auf Tour, u. a. mit Primal Fear und Children of Bodom, begannen die Arbeit am nächsten Album und unterzeichneten einen neuen Plattenvertrag bei Massacre Records. 2002 erschien Slaughter Prophecy, das mit dem gleichen Team wie der Vorgänger produziert worden war. Die Liveaktivitäten der Band wurden immer mehr auf vereinzelte Gigs, Kurztouren und Underground-Festivals zusammengestaucht, es folgten diverse kleine Veröffentlichungen und Lebenszeichen wie der Titeltrack zu Century Medias Tributealbum an Uriah Heep (A Return to Fantasy), Compliationtracks oder eine limitierte Vinyl-Single zusammen mit Wizzard.
2004 wurde Iron Blessings aufgenommen und am 30. Oktober 2004 während einer großen Releaseparty in der Ludwigsburger Karlskaserne präsentiert. Dort wurde auch die Live-CD/-DVD Live Blessings mitgeschnitten, die erst 2006 erschien. Wiederum mit demselben Team um Achim Köhler wurde Iron Blessings als Weiterführung von Slaughter Prophecy umgesetzt. Eine Woche nach der Show traten sie beim Festival Keep It True auf.
Nachdem es im Jahr 2005 eher ruhig um Sacred Steel geworden war, markierte die DVD-Veröffentlichung Live Blessings das Ende einer Ära, da Jörg Michael Knittel und Oliver Großhans, beide Gitarristen der bis dahin bestehenden Originalbesetzung die Band verließen, um sich ihrem Death-Metal-Projekt My Darkest Hate zu widmen. Jens Sonnenberg wechselte daraufhin von Bass auf Gitarre und Kai Schindelar trat der Band als neuer Bassist, Jonas Khalil (Ex-Eternal Glory und ehemaliger Gitarren-Roadie) als zweiter Gitarrist bei.
2006 nahm die Band ihr erstes Album mit der neuen Besetzung zusammen mit dem Sodom-Produzenten Harris Johns auf.

## Stil
Musikalisch bewegen sich Sacred Steel zwischen True Metal amerikanischer Prägung und härterem Thrash- oder Speed-Metal, lassen aber auch immer wieder andere Einflüsse wie Epic Metal oder Doom Metal zu.

## Weitere Projekte
Die Gründungsmitglieder und ehemaligen Gitarristen Jörg Knittel und Oliver Großhans verließen Sacred Steel 2005, um sich auf ihre Death-Metal-Band My Darkest Hate zu konzentrieren. Knittel spielt außerdem bei Dawn of Winter.
Knittel und Jens Sonnenberg betrieben zusammen mit Andreas Preisig von 1997 bis 2004 das Label Iron Glory Records. Preisig gründete nach der Auflösung von Iron Glory ein neues Label, Battlecry Records.
Sonnenberg spielte u. a. bei Stikki Fykk und Baphomet. Er war mehrere Jahre Herausgeber und Chefredakteur eines Fanzines. Er ist der Onkel des Indie- und Popmusikers Björn Sonnenberg, der bei Karpatenhund Gitarre spielt.
Gerrit P. Mutz singt nach wie vor bei Dawn of Winter und Chapel of Gore mit Jonas an der Gitarre.
Schlagzeuger Matthias Straub spielte bei der deutschen Power-Metal-Band Mystic Prophecy. Weniger bekannt ist, dass er außerdem die Drums auf dem ersten Stikki Fykk Album "Fazt Carz An' Rock'n Roll Starz" eingespielt hat.
Gitarrist Jonas Khalil spielte ebenfalls bereits bei Stikki Fykk, ist zusammen mit Gerrit bei Chapel of Gore und spielt bei Disbelief. Außerdem war er von 1999 bis 2000 Gitarrist der Speed-Metal-Band Eternal Glory.
Kai Schindelar ist außerdem Mitglied von Lanfear und spielte Bass auf dem Stikki Fykk Album Sleazy We Meow!.

## Rezeption
Die Band Heiligs Blechle benannte sich in Anspielung auf ihr Vorbild Sacred Steel nach dem schwäbischen Sprichwort Heilig’s Blechle, das im Englischen als „sacred steel“ frei übersetzt werden kann.

## Diskografie

### Studioalben
- 1997: Reborn in Steel
- 1998: Wargods of Metal
- 2000: Bloodlust
- 2002: Slaughter Prophecy
- 2004: Iron Blessings
- 2006: Hammer of Destruction
- 2009: Carnage Victory
- 2013: The Bloodshed Summoning
- 2016: Heavy Metal Sacrifice

### Weitere Alben
- 2003: Metal Forever Vol. 1 - Split 7" (mit Wizzard; MDD Records)
- 2006: Live Blessings (Live-Doppel-CD+DVD)